# Julie Kruse

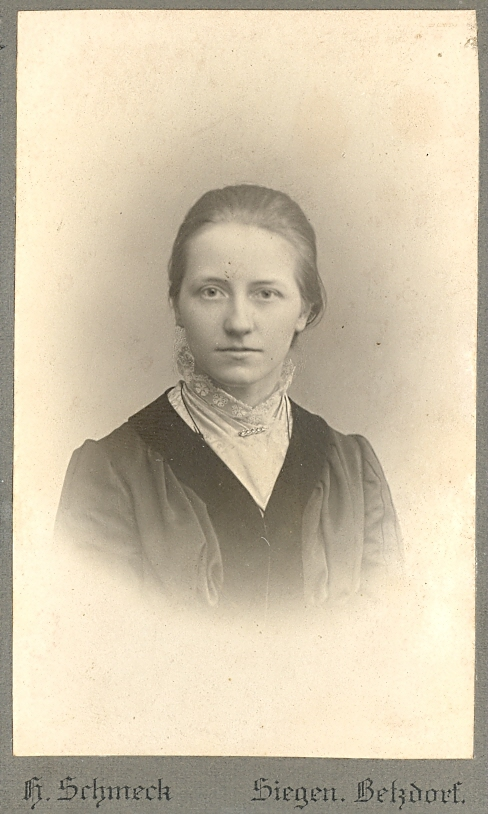
Julie Kruse, Anfang des 20. Jahrhunderts

Julie Sophie Elisabeth Kruse, verheiratete Röttger (* 31. August 1883 in Iserlohn; † 1. April 1956 in Bethel (Bielefeld)), war eine deutsche Dichterin aus dem Charon-Kreis und die erste Ehefrau des Schriftstellers Karl Röttger. Sie veröffentlichte ihre Werke unter ihrem Geburtsnamen Julie Kruse.

## Leben und Wirken

### Herkunft
Julie Kruse war die jüngste Tochter des Kaufmanns und Inhabers eines Speditionsgeschäfts, Julius Kruse, und dessen Frau Hedwig, geborene Achenbach. Die Familie gehörte seit Generationen zum gehobenen Bürgertum. Ein Großvater war der Theologe und Pädagoge Johann Jacob Kruse, der 1836 als Vorstandsmitglied und Sprecher der Halleschen Burschenschaft zu Festungshaft verurteilt worden war und nach seiner Rehabilitierung als Lehrer, Konrektor und Rektor in Iserlohn wirkte. Die Mutter stammte, wie viele Mitglieder der Familie, aus einem evangelischen Pfarrhaus, sie wuchs in Krombach (Kreuztal) auf. Julie Kruses Schwester Hedwig (1879?–1956) besuchte ein Lehrerinnenseminar und heiratete dann den Gynäkologen und Gründer einer Frauenklinik in Siegen Friedrich Stähler (1874–1962). Ihr Bruder Hans Kruse war Studienrat, Heimatforscher, Direktor des Siegerlandmuseums und des Stadtarchivs Siegen sowie Stadtverordneter. Nach ihm ist die Hans-Kruse-Straße in Siegen benannt.

### Kindheit, Jugend, Beruf
Bereits im Alter von acht Monaten verlor Julie Kruse ihren Vater, er starb an Lungentuberkulose. Die Mutter zog ihre vier Kinder, unterstützt von Verwandten, alleine groß. Julie Kruse hatte eine behütete Kindheit, die sie in der autobiographischen Schrift Julchen, ein Buch vom kleinen Leben (1910) bewusst aus der Perspektive eines Kindes und in einer zeitgenössischen Jugendsprache geschildert hat.
Mit etwa 14 Jahren erkrankte Julie Kruse an Epilepsie. Die Krankheit war in der Familie erblich, auch ihr Bruder Fritz Kruse (1881–1946) und eine Schwester des Vaters litten daran. Trotzdem wollte sie unbedingt einen Beruf erlernen. Angeregt durch das Vorbild ihrer Schwester begann sie mit 18 Jahren eine Ausbildung am Lehrerinnenseminar Stift Keppel. In einer Zeit, in der Studentinnen erst allmählich an deutschen Hochschulen zugelassen wurden, boten Lehrerinnenseminare jungen bürgerlichen Frauen die Möglichkeit, eine eigene Ausbildung zu absolvieren und anschließend einer Erwerbstätigkeit nachzugehen. Mit 21 Jahren trat Julie Kruse eine Stelle als Volksschullehrerin in Düsseldorf-Rath an. Sie musste dort Klassen mit bis zu 80 Kindern unterrichten. 1905 starb ihre Mutter an Krebs. Julie bekam Beistand von ihrem Onkel Friedrich Kruse, einem Bruder ihres Vaters, und hielt sich zeitweise bei dessen Familie im Pfarrhaus von Lintorf bei Ratingen auf. Wegen ihrer Krankheit war sie schon nach anderthalb Jahren gezwungen, den Lehrerberuf wieder aufzugeben.

### Karl Röttger und der Charon-Kreis, Berlin
Wahrscheinlich im Jahr 1903 lernte Julie Kruse den Lehrer und Schriftsteller Karl Röttger kennen, der in Düsseldorf-Gerresheim lebte. Beide schlossen sich dem von Otto zur Linde und Rudolf Pannwitz gegründeten literarisch-kulturellen Charon-Kreis an, der überwiegend von Volksschullehrern getragen wurde und ab 1904 in Groß-Lichterfelde bei Berlin die Zeitschrift Charon herausgab. „Die Charontiker verfolgten ein Lyrik-Reformprojekt“ bei dem „jede ‚Formkunst‘ (strenges Versmaß, Strophen- und Reimschemata, Gattungsvorgaben) verworfen“ wurde. „Über den engeren Bereich der Poetik hinaus verstand sich der Charon als totalisierendes, letztlich alle Lebensbereiche übergreifendes Lebens-Reformprojekt […]“. Die Gruppe hatte ein elitäres Selbstverständnis und legte gleichzeitig Wert auf Natürlichkeit, Einfachheit und Innerlichkeit. Hinzu kamen religiös-mythische Komponenten, ein einfacher Naturalismus wurde abgelehnt. Unter dem Einfluss dieser Gruppe wurde auch Julie Kruse schriftstellerisch tätig. 1912 erschien ihr Gedichtband Frühwinter. Am 28. Dezember 1908 heirateten Julie Kruse und Karl Röttger in Köln. 1909 zogen sie nach Berlin. Sie wohnten in Lichterfelde und lebten unter wirtschaftlich prekären Verhältnissen als freischaffende Schriftsteller und Mitarbeiter des Charon. Julie Kruse gestaltete auch den Einband von Otto zur Lindes Publikation Die Kugel. Bd. 1. 1909.
Für Julie Kruse 4/5/3

So freundlich redend gehn im stillen Park

und wissen: eine Seele hört nun zu:

ist schon viel Glück für einen Heimatlosen. –

So lächelnd schweigend gehn im alten Park,

wenn eine Seele freundlich zu mir spricht:

ist wie ein Ruhn nach so langer Fahrt,

ist wie ein stilles, stilles Fahren

auf unbewegter Flut im Abendschein. –

So zwischen freundlich Reden, freundlich Schweigen

entgleitet uns die Zeit und fließt dahin

Wir stehn auf einmal vor dem Abend still,

der uns nun leise voneinander lösen will.

K. R.
Im Juli 1913 erlitt Julie Kruse einen seelischen Zusammenbruch mit psychotischen Symptomen. Sie wurde deshalb einige Wochen in einem privaten Sanatorium in Lankwitz bei Berlin behandelt. Im August 1914 starb ihr einziges Kind, ein Sohn, bei der Geburt in Steglitz bei Berlin. Die Todesursache ist unklar, in der Patientenakte der Heil- und Pflegeanstalt Bethel steht: „angebl. Herzfehler“. Dieser Schicksalsschlag warf sie aus der Bahn, sie brach erneut zusammen und kam wiederum kurzzeitig in eine psychiatrische Klinik. Noch Jahre später trauerte sie in Briefen und Gedichten um ihr Kind. Eine zweite Schwangerschaft wurde 1916 unterbrochen, in der späteren Betheler Patientenakte ist als möglicher Grund vermerkt: „angeblich wegen einer Psychose, die vorher schon 2 mal […] vorübergehend bestanden […] hatte“.

### Trennung, Pensionärin im Siegerland, Landesheilanstalt Marburg
1915 zogen Julie Kruse und Karl Röttger zurück nach Düsseldorf, wo er wieder als Lehrer tätig war. 1916, im Jahr von Julie Kruses zweiter Schwangerschaft, begann Karl Röttger eine Beziehung mit Hella Ströter (1892–1971). Auch sie hatte als junge Frau ein Lehrerinnenseminar besucht und war vermutlich eine Zeitlang im Schuldienst tätig. Im Zeitraum 1917 bis 1920 bekam das Paar drei Kinder. 1920 oder 1921 wurde Karl Röttger von Julie Kruse geschieden und konnte Hella Ströter heiraten.
Julie Kruse lebte nach der Trennung von ihrem Mann in den Jahren 1917 bis 1923 in der Nähe ihrer Geschwister, vorübergehend in einem kleinen Krankenhaus in Freudenberg (Siegerland), die meiste Zeit aber als „Pensionärin“ bei Privatvermietern in Littfeld und Siegen. 1921 veröffentlichte sie einen zweiten Gedichtband, Gesänge der Einsamkeit.
Da ihre Epilepsie sich verschlimmerte, drängten Angehörige auf eine Unterbringung in der Landesheilanstalt Marburg, die am 27. April 1923 begann und bis zum 13. Mai 1924 dauerte. Ein vorgesehener Aufenthalt als „freie Pensionärin“ in einer der Klinik angegliederten Dependance (Pensionat) zerschlug sich zeitweise durch äußere Umstände (Inflation, Kohlenmangel). Später medizinisch mit „Erregungs- und Verstimmungszustände[n]“ begründet, kam es wiederholt zur Einweisung in die geschlossene Anstalt. Verantwortlich für die Behandlung war dort der Klinikdirektor Maximilian Jahrmärker, unter dessen Leitung in der NS-Zeit Zwangssterilisationen durchgeführt wurden. In einem verzweifelten Brief an ihren Onkel, den Pfarrer Friedrich Kruse in Lintorf, nannte Julie Kruse diesen Aufenthaltsort „Die Hölle“. Auch später bezeichnete sie das Jahr in der Marburger Heilanstalt als ihre „schwerste Lebenszeit“.

### Bethel
Obwohl sie sich noch 1923 nach einer neuen beruflichen Tätigkeit gesehnt hatte, wurde Julie Kruse am 13. Mai 1924 direkt aus der Marburger Heilanstalt in die v. Bodelschwinghschen Anstalten Bethel (bei Bielefeld) verlegt, wo sie bis zu ihrem Tod 1956 lebte. Ihre Geschwister Hedwig Stähler und Hans Kruse hielten einen dauerhaften Klinikaufenthalt wegen der Unfallgefahr bei Anfällen für notwendig. Mehrere Angehörige schrieben ausführliche Briefe (Empfehlungsschreiben) an die behandelnden Ärzte in Bethel, in denen sie aus ihrer Sicht den Krankheitsverlauf und das Wesen ihrer Verwandten schilderten, um Empathie für sie baten, aber auch die eigene Entscheidung rechtfertigten. Mit der Hospitalisierung, zunächst in Marburg, dann in Bethel, hatte Julie Kruse ihre Autonomie verloren. Sie fühlte sich „verstoßen“ und in ein „Gefangenenloch“ gesperrt, die Geschwister hätten ihr „falsche Versprechungen“ gemacht, ein „Verbrechen an [ihr] begangen“. Immer wieder flehte sie ihre Geschwister und Karl Röttger an, ihr „die kleinste, einfachste Hütte“, ein eigenes Heim „auch von der armseeligsten Art“, ein bescheidenes „Zimmerchen“ zu mieten. (Dabei argumentierte sie auch mit den geringeren Kosten einer solchen privaten Unterbringung). Sie dachte sogar daran „die Sache vor Gericht [zu] bringen, wenn Ihr mir nicht helfen wollt“.

Der Wechsel der Heilanstalt brachte für Julie Kruse immerhin einige Verbesserungen, besonders als Arnold Dickel (1878–1969) ihr behandelnder Arzt in Bethel wurde, zu dem sie ein Vertrauensverhältnis entwickelte. Er zeigte auch Interesse an ihren Dichtungen, las die Gesänge der Einsamkeit, ermunterte sie, Weihnachtsgedichte zu schreiben. Doktor Dickel scheint sich auch für eine gute Ernährung der Patienten eingesetzt zu haben. 1928 wandte er sich seinerseits an die Angehörigen Julie Kruses mit der Frage, ob nicht eine Änderung ihrer Situation in Betracht zu ziehen sei, da sie „sich leider dauernd bei uns nicht wohl [fühlt]“. Zu einem solchen Schritt kam es jedoch nicht, die Verwandten hielten ihn nicht für realisierbar.
Entmündigende Behandlung und Zwang, Verlust ihrer Freizügigkeit, ihrer Selbstbestimmung und ihrer Privatsphäre: diese Erfahrungen und der Protest dagegen durchziehen die Briefe Julie Kruses an ihre Verwandten und an Karl Röttger. Von wesentlicher Bedeutung für ihre Lage war die materielle Abhängigkeit von den Angehörigen. Für ihren Unterhalt musste überwiegend der geschiedene Ehemann aufkommen, der wiederholt mit Anträgen an Fürsorgeämter und Bitten an die Geschwister versuchte, eine Entlastung zu erwirken. (Vermutlich ohne nennenswerten Erfolg). Es bestand eine Pflegschaft, die zunächst der jüngere Bruder Hans und nach dessen Tod ab 1942 der ältere Bruder Fritz Kruse übernommen hatten. Es ist anzunehmen, dass Julie Kruse in den Jahren ihrer Anstaltsaufenthalte so gut wie kein eigenes Geld zur Verfügung stand. In einem Brief aus Bethel an Karl Röttger (vermutlich 1927, genaues Datum unbekannt), beklagte sie, dass sie keine Möglichkeit habe „irgend etwas selbständig einzukaufen“. Am 4. September 1928 berichtete sie, dass ein kleiner Betrag, den er ihr zum Geburtstag geschickt hatte, konfisziert worden war. Auch Postkontrollen fanden statt. Die Marburger Heilanstalt weigerte sich, einen Brief des Bruders Fritz an Julie Kruse auszuhändigen. Und auch in Bethel war die Überprüfung der Post durch die Anstalt ein Thema.

### NS-Zeit
Durch die Unterbringung in Bethel entging Julie Kruse in den Jahren 1940–1941 den NS-Krankenmorden im Rahmen der „Aktion T4“. Ihre Angehörigen waren sich der Gefahr bewusst. Am 28. Juli 1941 schrieb Fritz Kruse an Karl Röttger: „Wegen Julchen machte ich mir aus Gründen, über die ich nicht schreiben kann, die Dir aber auch bekannt sein dürften, große Sorge“. Arnold Dickel hat als stellvertretender Chefarzt an entscheidender Stelle die Kooperation mit den staatlichen Behörden verweigert, er und andere Betheler Mediziner lehnten es ab, Meldebögen zur Registrierung der Kranken auszufüllen. Den meisten ihrer Patienten haben diese Ärzte damit das Leben gerettet.

### Korrespondenz und Familie
Unterstützung und Anteilnahme erfuhr Julie Kruse von ihrem älteren Bruder und Leidensgenossen Fritz Kruse, der ihr nach der Trennung von Karl Röttger am nächsten stand. Als Kaufmann und Inhaber eines Geschäfts für Büromaterialien wirtschaftlich unabhängig, gelang es ihm, trotz der Epilepsie bis zu seinem Suizid 1946 ein selbständiges Leben zu führen. Allerdings überstieg es, auch finanziell, seine Kräfte, die Schwester aus der Anstaltssituation zu befreien. Fritz Kruse war verheiratet (die Frau trennte sich 1925 ohne formale Scheidung von ihm) und hatte einen Sohn, der im Zweiten Weltkrieg 1941 in der Ukraine ums Leben kam. Über seine Krankheit und mögliche alternativmedizinische Therapiemethoden veröffentlichte er 1931 (1932?) im Selbstverlag ein Buch: Die Lösung des Problems der echten Epilepsie und Wegweiser zur Überwindung damit verwandter Krankheiten […], das er seiner Schwester Julie widmete. Er meinte, den Krankheitsverlauf insbesondere durch eine spezielle Ernährung beeinflussen zu können und bezeichnete sich in der Verfasserangabe als „Ernährungsreformer“.
Dieser Bruder bestärkte Julie Kruse maßgeblich in ihren Vorbehalten gegen die damals üblichen Medikamente zur Behandlung der Epilepsie, Luminal und Brom. In der Verweigerung der Medikation dürfte sie zugleich eine letzte Möglichkeit ihrer Selbstbestimmung gesehen haben, die von den Ärzten respektiert wurde. Unter dem Progress der weitgehend unbehandelten Krankheit gingen ihre intellektuellen Fähigkeiten zunehmend zurück. Auch ihr Bruder fragte sich, ob dies eher an den Medikamenten (sofern sie eingesetzt wurden) oder an den (gerade wegen deren Verweigerung gehäuft auftretenden) Anfällen lag.
Die Trennung von Karl Röttger hat Julie Kruse zeitlebens nicht verkraftet und im Laufe der Jahre immer mehr verleugnet. Von ihm und anderen Freunden aus dem Charon-Kreis darin bestärkt, tröstete sie sich mit der Idee einer unzerstörbaren, „jenseitigen“ Gemeinschaft. Brieflich blieb sie mit ihrem früheren Mann in Verbindung. Leider ist nur ihre Hälfte der Korrespondenz (zumindest in großen Teilen) erhalten geblieben, während in den Nachlässen bisher kein einziger Brief von Karl Röttger an Julie Kruse gefunden wurde. Da sie sich kaum auf Äußerungen von ihm bezieht, ist anzunehmen, dass der Briefwechsel ungleichgewichtig war und von ihm nicht mit der gleichen Intensität geführt wurde wie von ihr, was auch die unterschiedlichen Lebenssituationen nahelegen. Aus Danksagungen geht hervor, dass Karl Röttger sie zu Weihnachten und zum Geburtstag stets mit Grüßen und Geschenken bedachte. Doch auch entsprechende Glückwunschbriefe oder Grußkarten sind nicht erhalten geblieben. Mündliche Berichte seiner Töchter bezeugten, dass Karl Röttger seine erste Frau in den Anfangsjahren ihrer Anstaltsaufenthalte noch gelegentlich besuchte. Wie lange dies geschah, kann nicht mehr festgestellt werden. In Briefkontakt blieb die Familie Röttger immer auch mit Fritz Kruse.
Die Geschwister standen in regelmäßigem Kontakt mit Julie Kruse und schickten ihr ebenfalls Geschenke. Besonders ihre Schwester Hedwig kümmerte sich um diverse materielle und praktische Angelegenheiten. Auch nach dem Zweiten Weltkrieg, als ihre Brüder schon nicht mehr lebten, wurde Julie von ihrer Schwester und deren Familie in Bethel besucht.

### Werk und Rezeption
Julie Kruse reflektierte in ihren literarischen Werken hauptsächlich eigene Lebenserfahrungen. Sie schrieb Liebeslyrik und Gedichte über die Beschädigung der Liebe, den Verlust des Geliebten, den Tod des neugeborenen Kindes, ihre Einsamkeit. Die subjektiven Erlebnisse sind vielfach in Bezug zur Natur und auch zu einem eher unspezifischen Gottesglauben gesetzt. Dagegen bleibt das zivilisatorische und gesellschaftliche Umfeld meist im Hintergrund.
Ich bin eine Blume, die vertrocknet ist

Ohne Regen, in der glühenden Sonne;

Ich bin ein Vogel, der im Käfig sitzt,

Mit seinen Flügeln gegen die Stäbe schlägt;

Ich bin ein Strom, der aus der Tiefe quillt,

In’s Meer will und im Sand verrinnt,

Eine blasse, junge Frau,

Die hinter ihrem Fenster

Nach dem Frühling sieht

Und weiß,

Er wird nie zu ihr kommen. -
Auch in der Zeit ihrer Anstaltsaufenthalte verfasste sie eine große Zahl von Gedichten, plante auch deren Veröffentlichung und stellte sich vor, die Sammlungen mit Widmungen an ihren Bruder Fritz Kruse zu versehen. Zu einer Publikation kam es jedoch nicht mehr. Ideeller Adressat ihrer Dichtungen blieb Karl Röttger, dem sie mindestens bis in die Mitte der 1930er Jahre mit ihren Briefen auch immer wieder Proben ihrer Gedichte schickte. Bedingt durch das reduzierte Lebensumfeld der Autorin und das allmähliche Nachlassen ihrer geistigen Kräfte reichen ihre späteren Werke nicht mehr an die Qualität der früheren Lyrik heran.

## Werke
- Julchen. Ein Buch vom kleinen Leben. Charonverlag, Gross-Lichterfelde 1910.
- Frühwinter. Gedichte. Charonverlag, Gr.-Lichterfelde 1912.
- Gesänge der Einsamkeit. Matthes, Leipzig/Hartenstein 1921.
- Julie Kruse – Liebesgedichte und Biographie. Enthält Gedichte aus: Julie Kruse: Frühwinter und biographische Angaben aus: Deutsches Literatur-Lexikon. 3., völlig neu bearbeitete Auflage. Francke Verlag, Bern/München 1984. (Mit dem falschen Todesjahr „1944“).